# Rezerwat przyrody Sokole Góry
Rezerwat przyrody Sokole Góry – leśny rezerwat przyrody, położony na Wyżynie Krakowsko-Częstochowskiej, pomiędzy miastem Olsztyn, a wsiami Zrębice i Biskupice w województwie śląskim.
Rezerwat został utworzony w roku 1953 na powierzchni 333,27 ha; w 1963 roku zmniejszono go do 215,95 ha, co czyniło go drugim pod względem wielkości, po Dolinie Racławki, rezerwatem na Wyżynie Krakowsko-Częstochowskiej. 1 czerwca 2023 r. weszło w życie zarządzenie Regionalnego Dyrektora Ochrony Środowiska w Katowicach powiększające rezerwat do powierzchni 222,92 ha. Ochroną objęte zostały wydzielenia leśne przylegające do granic rezerwatu, w skład których wchodzi Jodłowa Góra. Zarządzenie RDOŚ Katowice z 16 maja 2023 r. wyznacza wokół rezerwatu strefę ochronną tzw. otulinę, której powierzchnia wynosi 347,62 ha.
Rezerwat obejmuje szereg wzgórz (Sokola Góra, Pustelnica, Puchacz, Donica, Karzełek, Setki) zbudowanych ze skał wapiennych, przykrytych warstwami lessu. W wielu miejscach spod lessu odsłaniają się nagie wapienne skały z bogatymi formami rzeźby krasowej oraz licznymi jaskiniami i schroniskami skalnymi. Największe z nich to: Jaskinia Olsztyńska, Jaskinia Maurycego, Jaskinia Koralowa, Jaskinia Urwista, Jaskinia w Dziedzińcu, Jaskinia Fikuśna, Studnisko (Jaskinia Głęboka), Jaskinia pod Sokolą Górą. Jaskinie są wykorzystywane przez liczne gatunki nietoperzy jako miejsce hibernacji (snu zimowego). W jaskini Studnisko znajduje się również kolonia rozrodcza (letnia) nocków dużych. Jest to jedna z dwóch w Polsce kolonii rozrodczych nietoperzy zlokalizowanych pod ziemią – na północ od Alp i Karpat kolonie takie formują się zwykle na strychach budynków lub (w przypadku innych gatunków) w dziuplach drzew.
W Jaskini Pod Sokolą Górą znalazły swoją ostoję dwa podgatunki chrząszczy (Choleva aquilonia gracilenta i Catops tristis infernus), będące reliktami epoki lodowej. Korzystają one z utrzymującej się tam przez cały rok temperatury +3 °C. Te endemiczne populacje jaskiniowe od ostatniego interglacjału rozwijały się odrębnie od swoich populacji rodzicielskich, przystosowując się do lokalnych warunków i ulegając znacznym zmianom morfologicznym w stosunku do form powierzchniowych.
W rezerwacie chronione są też lasy (buczyna sudecka i storczykowa oraz grąd) porastające zbocza wzgórz.
W pobliżu rezerwatu w latach 70. i 80. XX wieku znajdował się zbiornik wodny, do którego odprowadzano wodę pochodzącą z odwadniania kopalni rud żelaza w Dębowcu. Po zamknięciu kopalni w 1978 r. zalew wyschnął.

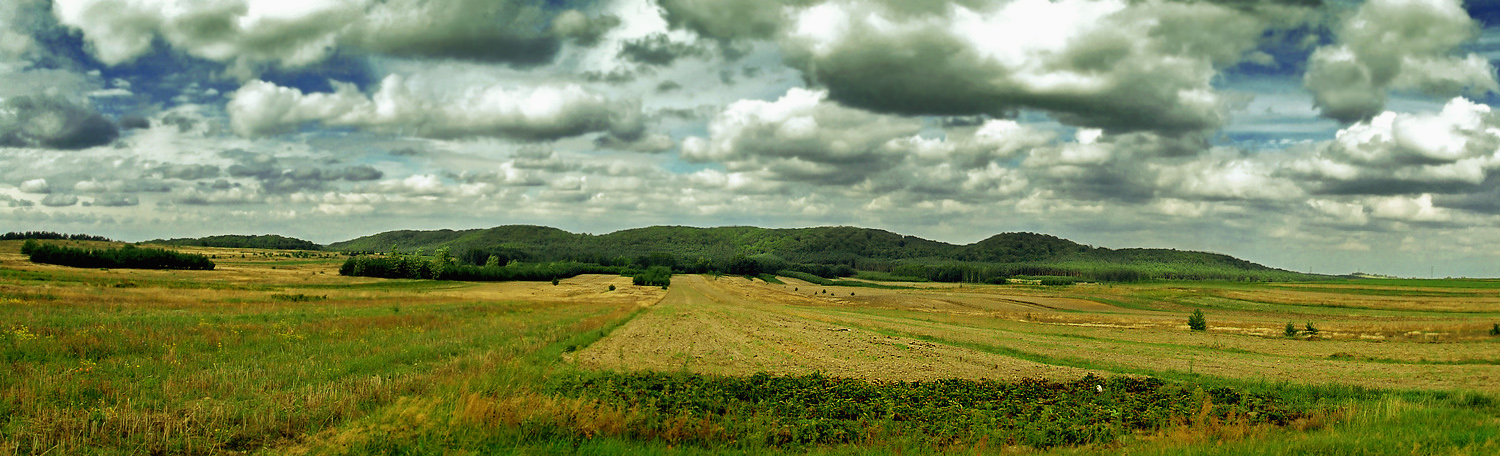
Panorama Sokolich Gór. Widok od strony Biskupic

Przez obszar rezerwatu prowadzą udostępnione do ruchu pieszego dwa piesze szlaki turystyczne (czerwony Szlak Orlich Gniazd i czarny „im. Barbary Rychlik”), ścieżka edukacyjno-przyrodnicza oraz tzw. „Dróżka Św. Idziego”. Znajdują się tu także dwie skały udostępnione do wspinaczki (Boniek i Pielgrzym). Przy szosie z Olsztyna do Biskupic znajdują się dwa parkingi, wiaty dla turystów i tablice informacyjne.